# Cerro Peró
Cerro Peró lub Cerro Tres Kandú – szczyt w pasmie Ybytyruzú. Leży w południowej części Paragwaju. Jest to najwyższy szczyt Paragwaju.